# Casa Batlló

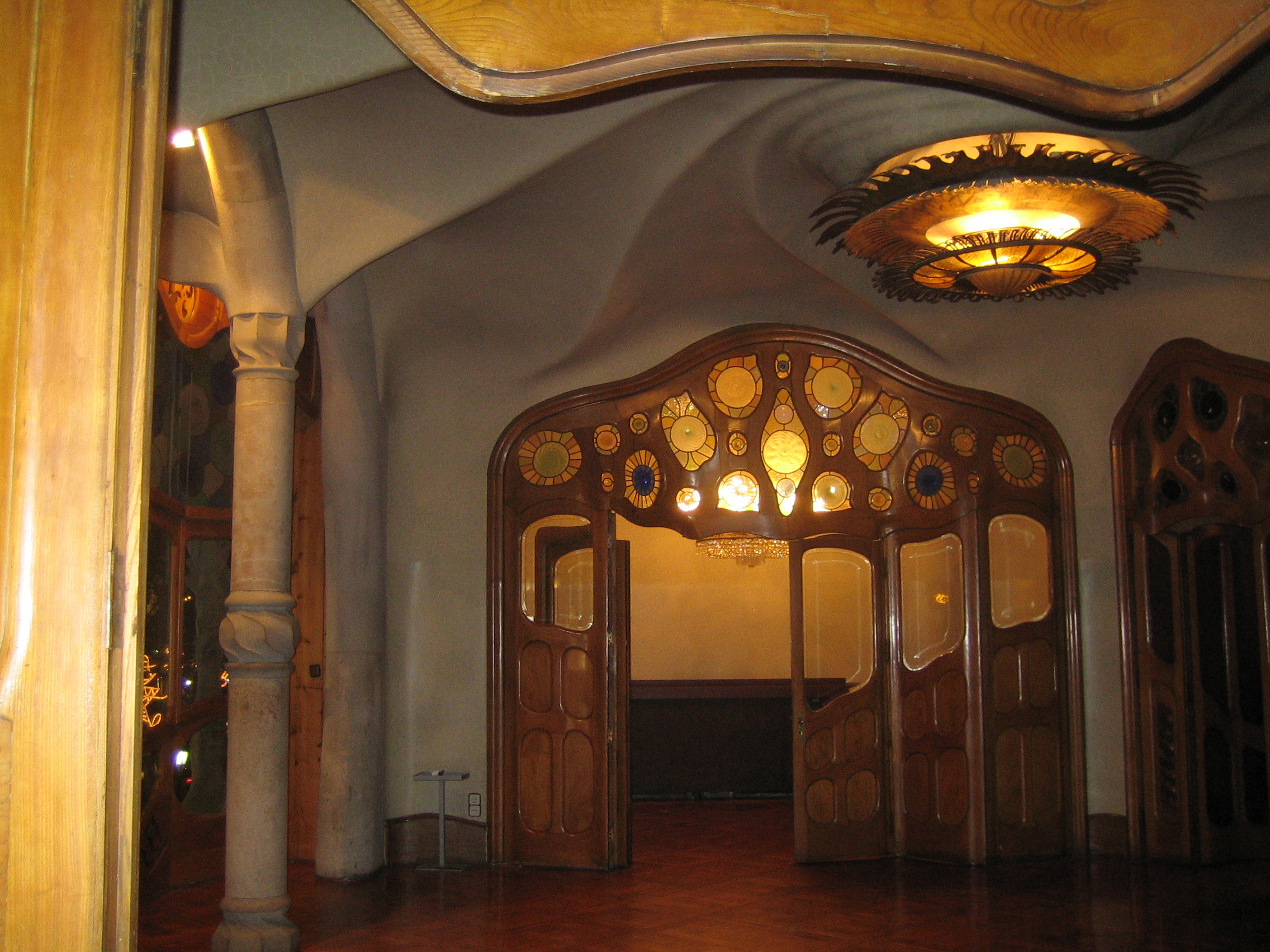
A szalon

A Casa Batlló Antoni Gaudí azon épületei közé tartozik, amelyek a világörökség részei. A ház Barcelonában, az Eixample kerületben, a Passeig de Gràcia 43. alatt található.
A házat a Csontok háza néven is ismerik, és egy középosztálybeli család részére készült 1904 és 1906 között. Gaudí tulajdonképpen egy meglévő lakóépületet alakított át (1870, Emili Sala i Cortés építette), a szerkezetét érintetlenül hagyva a balkonokat átépítette, új tetőt és emeleteket épített. Minden részletet, még a bútorzatot is aprólékosan megtervezte. Az aszimmetrikus tetőszerkezetet üvegmázas kerámialapokkal pikkelyszerűen borították, s így egy óriási hüllőre hasonlít. A szellőzőnyílásokat és kéményfőket üvegmozaikkal díszítette.
Bent mintha egy hűvös barlangban járna az ember, csak a fönti világítóablakokon beszűrődő fény csillan a csempéken. Sehol nincs egy egyenes vonal, éles szegély sem, csak organikus formák. A Batlló-ház Gaudí szecessziós stílusának egyik legharmonikusabb példája.